# باول برايس
باول برايس (بالإنجليزية: Paul Price)‏ (23 مارس 1954 بسانت ألبانز في المملكة المتحدة - ) هو لاعب كرة قدم بريطاني في مركز الدفاع. شارك مع منتخب ويلز لكرة القدم. أما مع النوادي، فقد لعب مع توتنهام هوتسبير وسوانزي سيتي ونادي بيتربورو يونايتد ونادي لوتون تاون ومنيسوتا كيكس ‏ وMinnesota Strikers ‏ وSaltash United F.C. ‏.

## وصلات خارجية
- باول برايس على موقع قاعدة بيانات كرة القدم.إي يو (الإنجليزية)
- باول برايس على موقع ناشيونال فوتبول تيمز (الإنجليزية)
- باول برايس على موقع Soccerbase.com (لاعب) (الإنجليزية)
- باول برايس على موقع عالم كرة القدم.نت (الإنجليزية)